# بنیاد هنر چینی پرسیوال دیوید

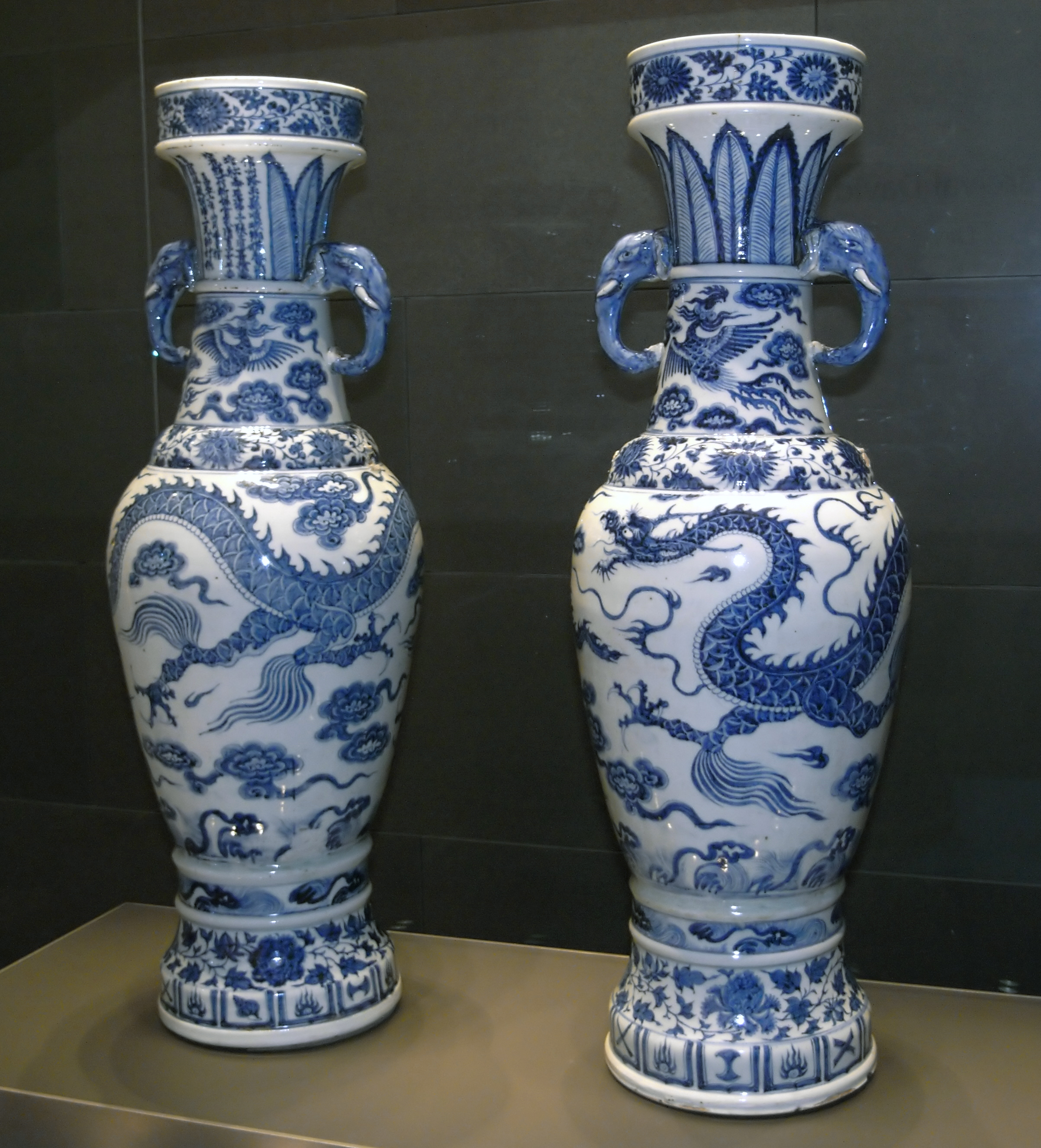
دو گلدان مهم آبی و سفید سلسله یوان ("گلدان‌های دیوید")

بنیاد هنر چینی پرسیوال دیوید مجموعه سرامیک‌های چینی و اشیا مرتبط به ان در لندن است. هدف اصلی بنیاد ترویج مطالعه و آموزش هنر و فرهنگ چینی است.
تبدیل ماهرانه خاک رس معمولی به اشیای زیبا، تخیل مردم را در طول تاریخ و در سراسر کره زمین مجذوب کرده‌است. سرامیک چینی برای اولین بار در حدود سال ۶۰۰ میلادی در چین تولید شد. سرامیک‌های چینی، که تا کنون پیشرفته‌ترین محصولات در جهان هستند، برای دربار شاهنشاهی، بازار داخلی یا صادرات ساخته شده‌اند. سر پرسیوال دیوید بیشتر اشیا را با کیفیت سلطنتی یا سنتی چینی جمع می‌کرد. برخی آثار این مجموعه با خلاقیت‌های منحصر به فردو به‌طور تک ساخته شده‌اند، در حالی که از دیگراثار سرامیک چینی به دلیل ساخت و تولید صدها نمونه از آنها به وفور یافت می‌شود و این قضیه متنوع بودن سرامیک‌های چینی در این مجموعه را نشان می‌دهد.
این مجموعه شامل ۱۷۰۰ قطعه سرامیک است که متعلق به سلسله‌های سونگ(Song) ،یوآن(Yuan) ،مینگ(Ming) وچینگ(Qing)هستندوبه قول موزه بریتانیا، اکثرظروف چینی قرن ۱۰ تا ۱۸ از بهترین وباکیفترین ظروف چینی هستند. این مرکز روی سرامیک‌هایی که برای دربار شاهنشاهی ساخته شده‌اند متمرکز است و شامل نمونه‌هایی از اشیا کمیاب مثل ظروف رو(Ru)، ظروف گوان(Guan)و دو گلدان مهم آبی و سفید سلسله یوان ("گلدان‌های دیوید") که از قدیمی‌ترین اشیای چینی آبی و سفید است(۱۳۵۱بعد از میلاد). این مجموعه همچنین کتابخانه بزرگی از کتابهای آسیای غربی و شرقی مربوط به هنر چین را در خود جای داده‌است. در سال ۱۹۵۰ این مجموعه به دانشگاه لندن واگذار شد و تا سال ۲۰۰۷ در خانه ای در میدان گوردون در معرض نمایش بود. از سال ۲۰۰۹ در گالری جداگانه که دراتاق۹۵ موزه بریتانیا بود، به نمایش گذاشته شد. پرسیوال قبلاً قطعات زیادی را به موزه بریتانیا اهدا کرده بود.

## پیشینه

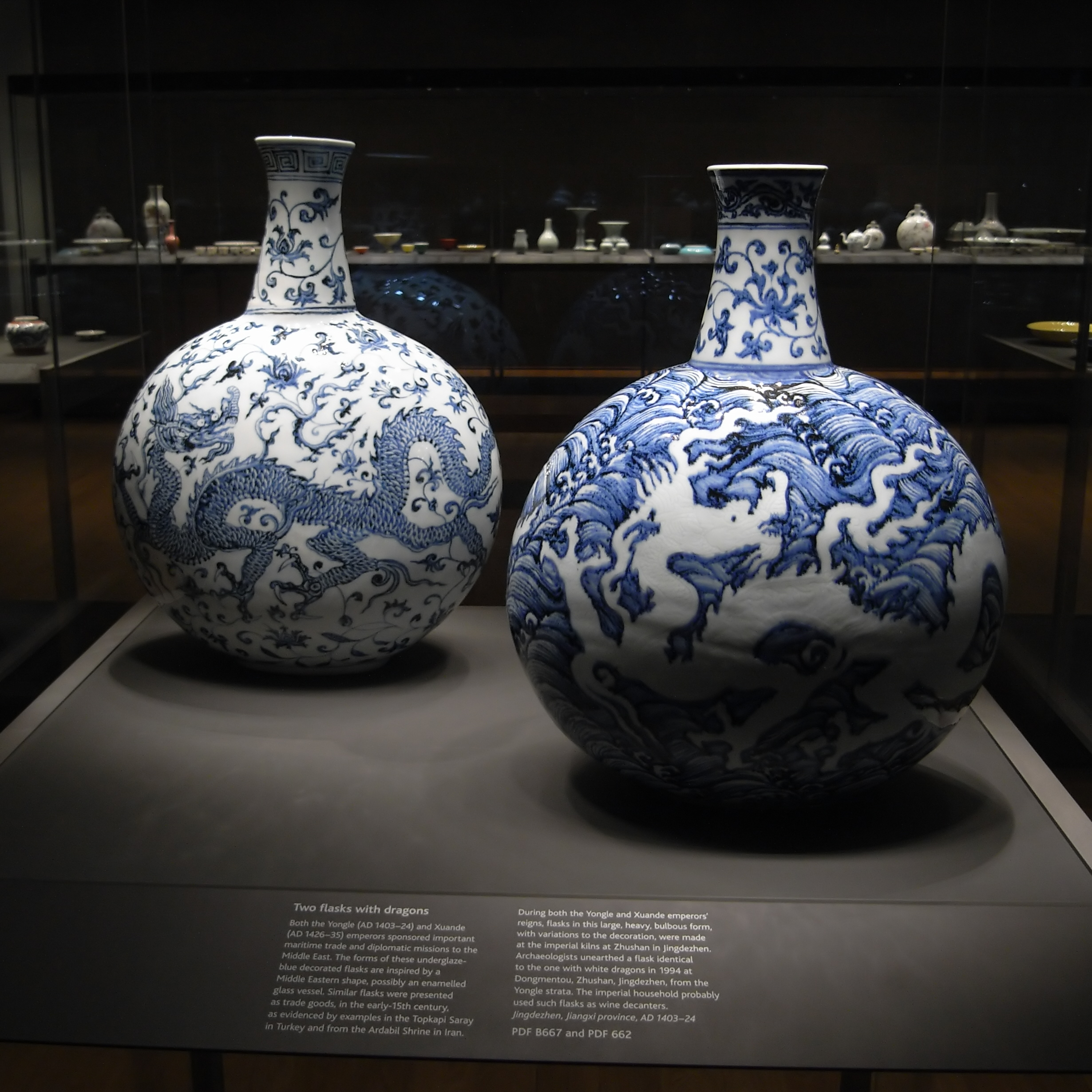
دو فلاسک یا کوزه با طرح اژدها، ۱۴۰۳–۲۴

پرسیوال دیوید درحدود سال ۱۹۱۳ شروع به جمع‌آوری هنرهای چینی کرد و این کار را تا زمان مرگ در سال ۱۹۶۴ ادامه داد. وی برای اولین بار در سال ۱۹۲۳ از چین بازدید کرد و در آنجا از سرامیک‌های چینی تقدیرکرد. وی در سال ۱۹۲۵ به تأمین مالی و برپایی نمایشگاهی از بهترین آثار مجموعه شاهنشاهی در شهر ممنوعه در پکن پرداخت. در سال ۱۹۲۷، او هنگام ورود برخی از آثار اصل متعلق به شهر ممنوعه، به بازار آنها را خریداری کرد. بسیاری از این آثار توسط اعضای خانواده شاهنشاهی در اواخر سلسله چینگ فروخته شد و ادعا می‌شود که ملکه دواجر سیکسی از این آثار به عنوان وثیقه برای وام از بانک یوئین یه در سال ۱۹۰۱ استفاده می‌کرده. دیوید موفق شد چهل قطعه را به این طریق خریداری کرده و به انگلستان صادر کند. در سال ۱۹۳۰، او دوباره به چین بازگشت و در نمایشگاه‌های مختلف مشارکت کرد و مجموعه ای از فهرست یا کاتالوگ اشیا وقطعات را تولید کرد. با این حال، سابقه خرید مجموعه دیوید ثبت نشده‌است، اما او ممکن است بسیاری از اشیا را از طریق فروشندگان مختلف، حراجی‌ها و سایر جمع‌کنندگان به دست آورده باشد.
اشیا سلسله یوآن دراین مجموعه از دو منبع جداگانه بدست آمده‌است. بسیاری از قطعات احتمالاً زمانی متعلق به امپراطوران سلسله چینگ بوده‌است و در چندین قطعه نیز کتیبه‌هایی به دستور امپراتور کیان لونگ در محدوده سال‌های ۱۷۳۶ تا ۱۷۹۵ اضافه شده‌است. قطعات جمع‌آوری شده توسط مهمترین مجموعه منفرد سرامیکهای چینی در خارج از چین و تایوان را تشکیل می‌دهند.
در سال ۱۹۳۱، مجموعه دیوید در هتل دورچستر لندن به نمایش درآمد. در آنجا ماند تا اینکه در جریان جنگ جهانی دوم به حومه شهر منتقل شد. دیوید همچنین یک کرسی یا مجمع هنر و معماری چین در مؤسسه هنر کورتولد، که بخشی از دانشگاه لندن است، ایجاد کرد. در اواخر عمر، او مصمم بود که مجموعه را کنار هم نگه دارد و به همین منظور با دانشگاه لندن وارد مذاکره شد. توافق صورت گرفت که مجموعه و کتابخانه در بنیادی متصل به دانشکده مطالعات شرقی و آفریقایی لندن جمع شوند.
کرسی یا مجمع ایجاد شده توسط دیوید نیز به دانشکده مطالعات شرقی و آفریقایی لندن منتقل شد. از صاحبان قبلی این کرسی هنر و معماری چین می‌توان به ویلیام واتسون، رودریک ویتفیلد و کریگ کلوناس اشاره کرد. مسئول فعلی شین مک کاسلند است. این مجموعه در ۱۰ ژوئن ۱۹۵۲ در خانه ای در میدان گوردون، بلومزبری برای بازدید عموم افتتاح شد.

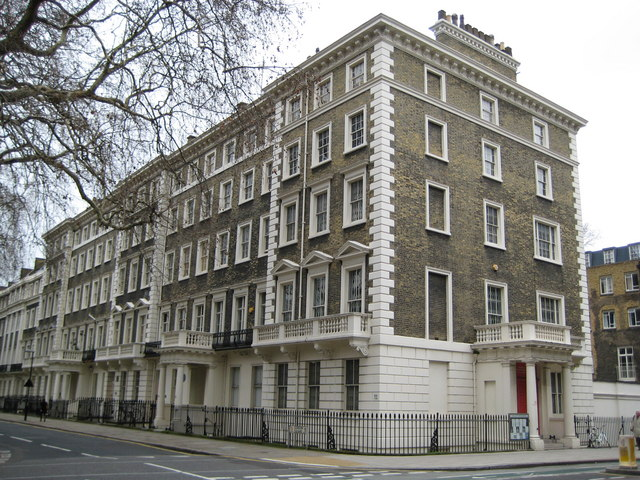
بلومزبری، بنیاد پرسیوال دیوید

این بنیاد بسیاری از قطعات خود را به کشورهای دیگرامانت داده‌است. بسیاری ازآثار ظروف چینی سلسله یوان را برای هفتصدمین جشن سالگرد سفر مارکوپولو در ونیز امانت داد. همچنین آثار دیگر را به مکانهای دور از ژاپن و ایالات متحده ارسال کرده‌است. مجموعه کتابخانه یک کتابخانه فعال بود که برای پژوهشگران از سراسر جهان باز بود.

## جابجایی
به دلیل بحران بودجه، ساختمان میدان گوردون که محل استقرار بنیاد بود در پایان سال ۲۰۰۷ بسته شد. مجموعه سرامیک‌ها به مدت طولانی به موزه بریتانیا قرض داده شد ویک گالری جدید با طراحی ویژه (اتاق ۹۵، موزه بریتانیا)با حدود ۱۷۰۰شی، برای نمایش عمومی ودائمی و با حمایت مالی سر رابرت هوتونگ در ۲۳ آوریل ۲۰۰۹ افتتاح شد. گالری عمومی بخشی از مرکز مطالعات سرامیک است که شامل امکاناتی مورد استفاده از این مجموعه برای آموزش است.

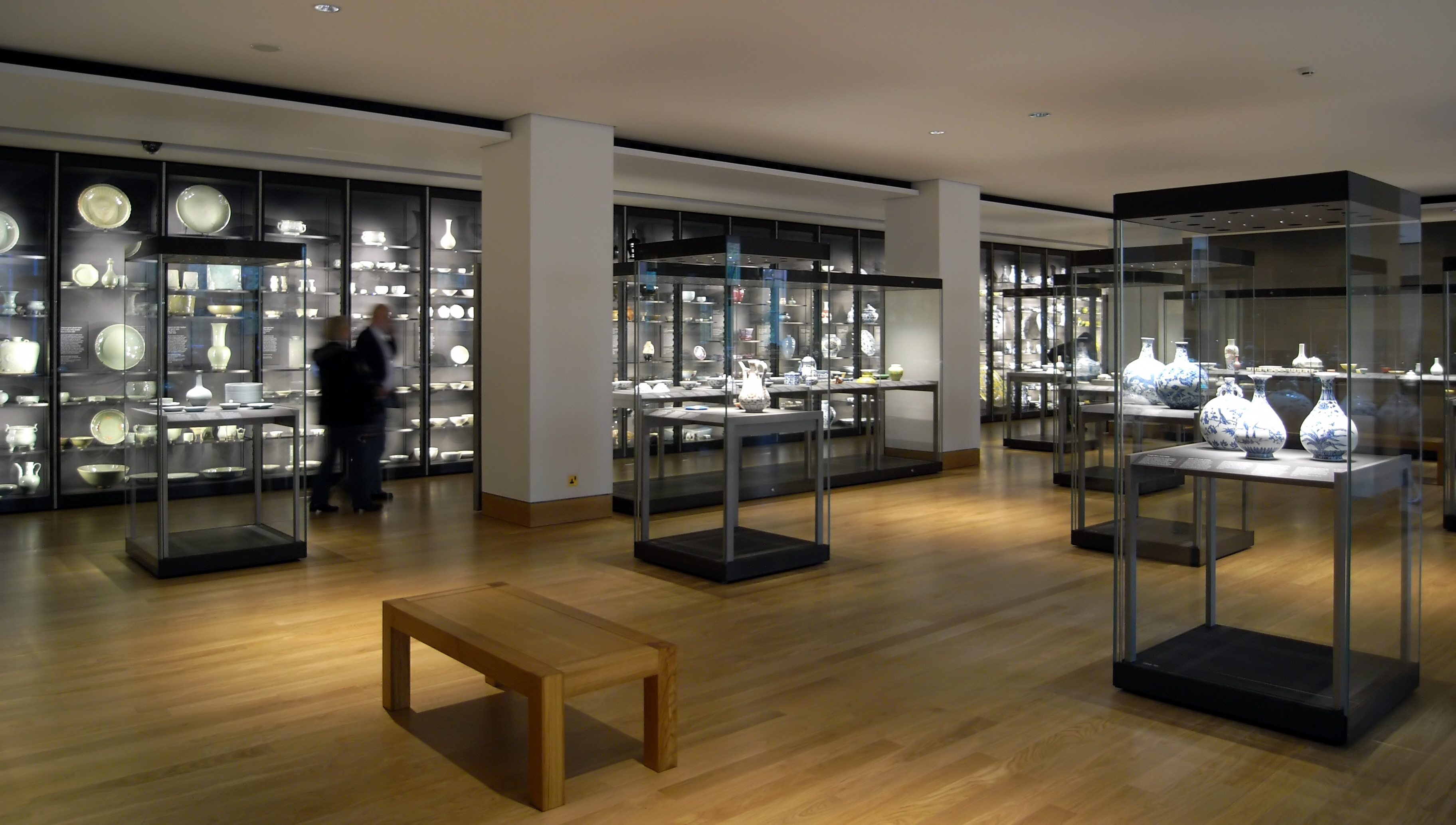
اتاق ۹۵ موزه بریتانیا، لندن

همچنین برخی نکات کلیدی دربارهٔ مجموعه سر پرسیوال دیوید، توسط رجینا کرال (رئیس انجمن سرامیک شرقی ومتخصص سرامیک‌های خاور دوردرموزه بریتانیا) و جسیکا هریسون هال (رئیس بخش چین، متصدی امور سرامیک و هنرهای تزئینی چینی در موزه بریتانیا و همچنین سرپرست مجموعه‌های پرسیوال دیوید)، همزمان با افتتاحیه نمایشگاه در آوریل ۲۰۰۹ توسط مطبوعات موزه بریتانیا منتشر شد.

## گالری‌ها
تمرکز مجموعه دیوید بیشترروی ظروف سنگی وظروف پرسلان وسرامیک‌های چینی متعلق به قرن ۱۰ تا ۱۸ میلادی که شامل آثار سلسله‌های سانگ(Song) وچینگ(Qing)و تعداد کمی از ظروف اولیه و قدیمی شش سلسله (شش سلسله چینی تحت حاکمیت هان) وسلسله تانگ(Tang)بود. اولین قطعه این مجموعه مربوط به قرن سوم وسلسله جین (Jin dynasty)است. هیچ آثاری از دوره‌های اولیه تاریخ چین وجود ندارد زیرا دیوید ترجیح داد هیچ ظروف سفالی چینی را جمع‌آوری نکند. با اینکه توسعه ظروف سفالی در سراسر جهان یافت می‌شود ولی هدف مجموعه دیوید ارائه نمای کلی از توسعه سرامیک‌های منحصر کشور چین است. وی آثارمجموعه را بر اساس کیفیت کار و اهمیت تاریخی وجنبه آموشی انتخاب کرد. بسیاری از قطعات ظروف سلطنتی سلسله مینگ و چینگ بود و وی تعداد غیرمعمولی از ظروف نادر(Ru)، متعلق به سلسله سانگ را جمع‌آوری کرد. درست قبل از افتتاحیه مجموعه ودر سال ۱۹۵۲، مجموعه کوچکی از ظروف چینی تک رنگ متعلق به مونت استوارت الفینستون به این مجموعه تعلق گرفت.
در موزه بریتانیا، مجموعه ۱۷۰۰شیئی دیوید با گلدان‌هایی که در ورودی فضای اصلی اتاق ۹۵ قرار گرفته‌اند آغاز می‌شود. حدود دویست قطعه از بهترین آثار درمرکز اتاق به نمایش گذاشته شده و ۱۵۰۰ قطعه باقی مانده به‌طور فشرده درقفسه‌های شیشه ای اطراف اتاق چیده شده‌اند.

## نگارخانه

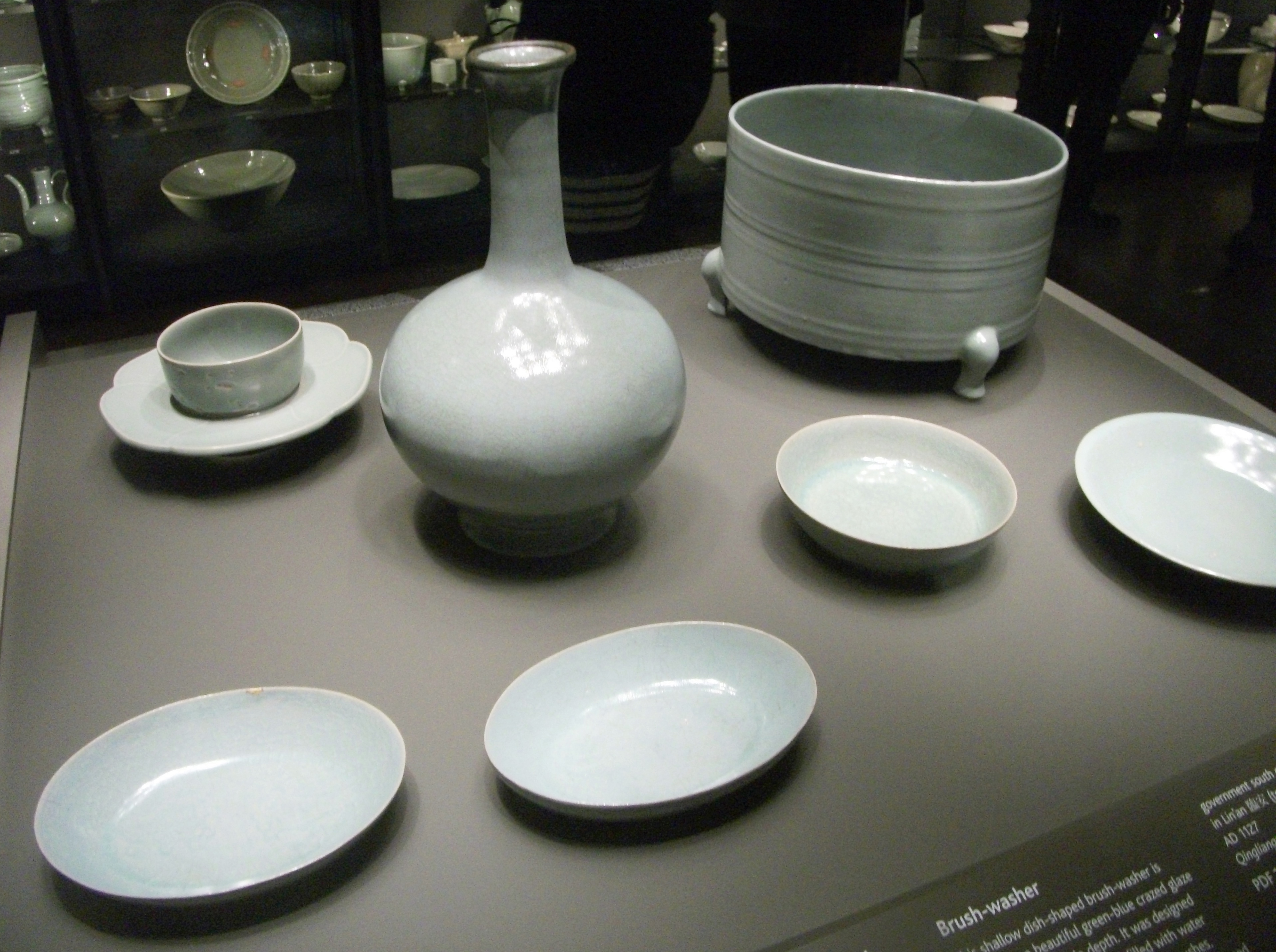
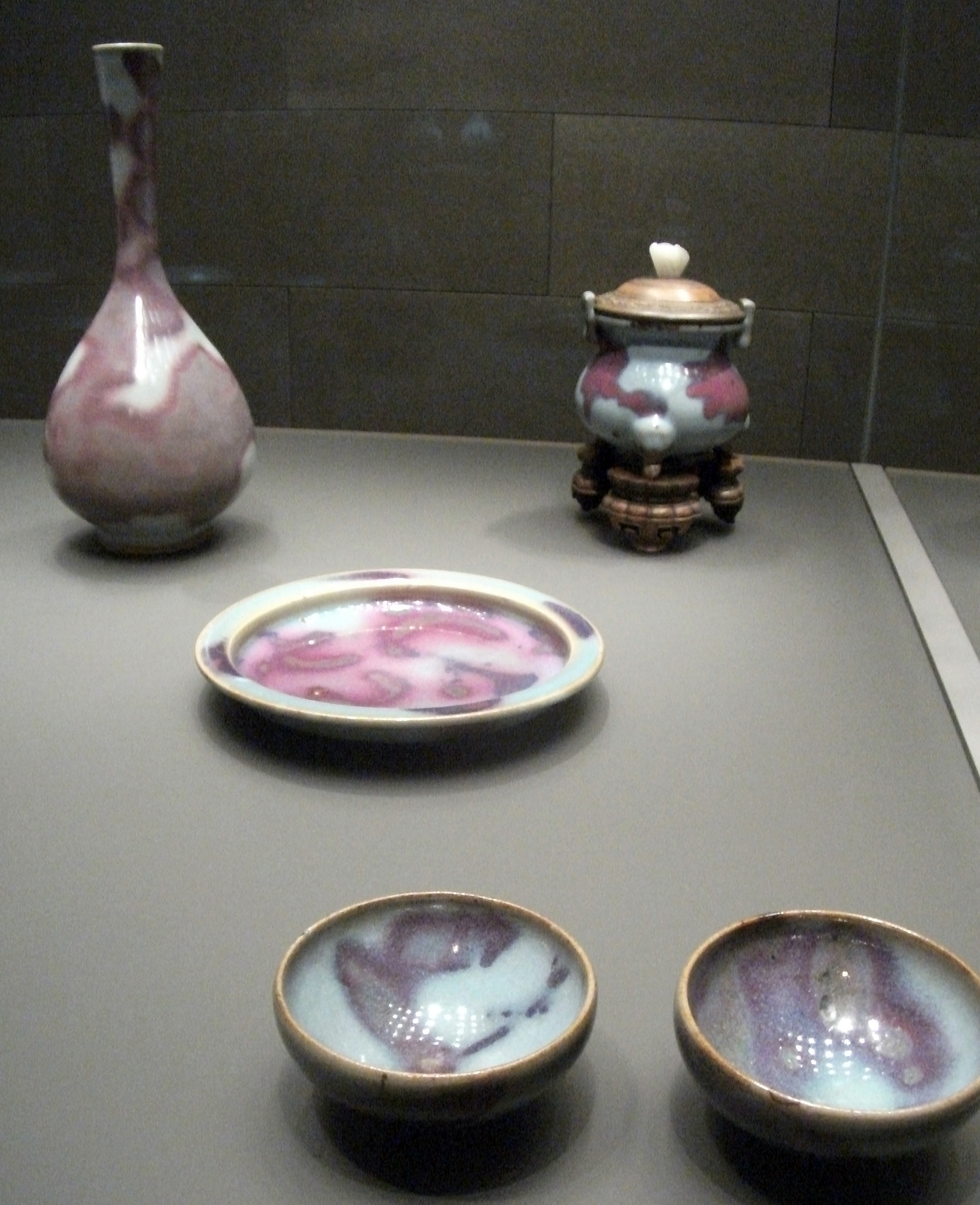
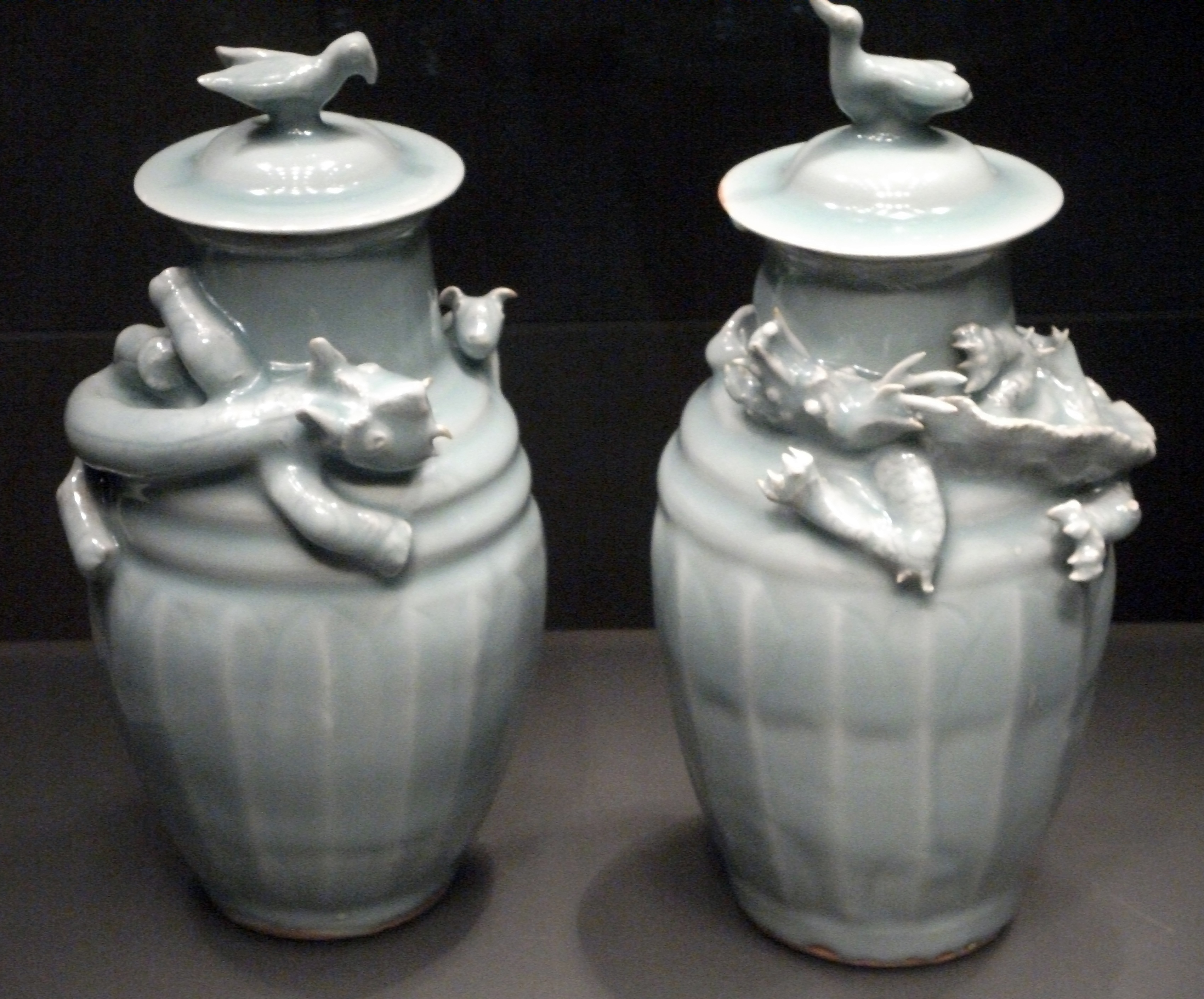
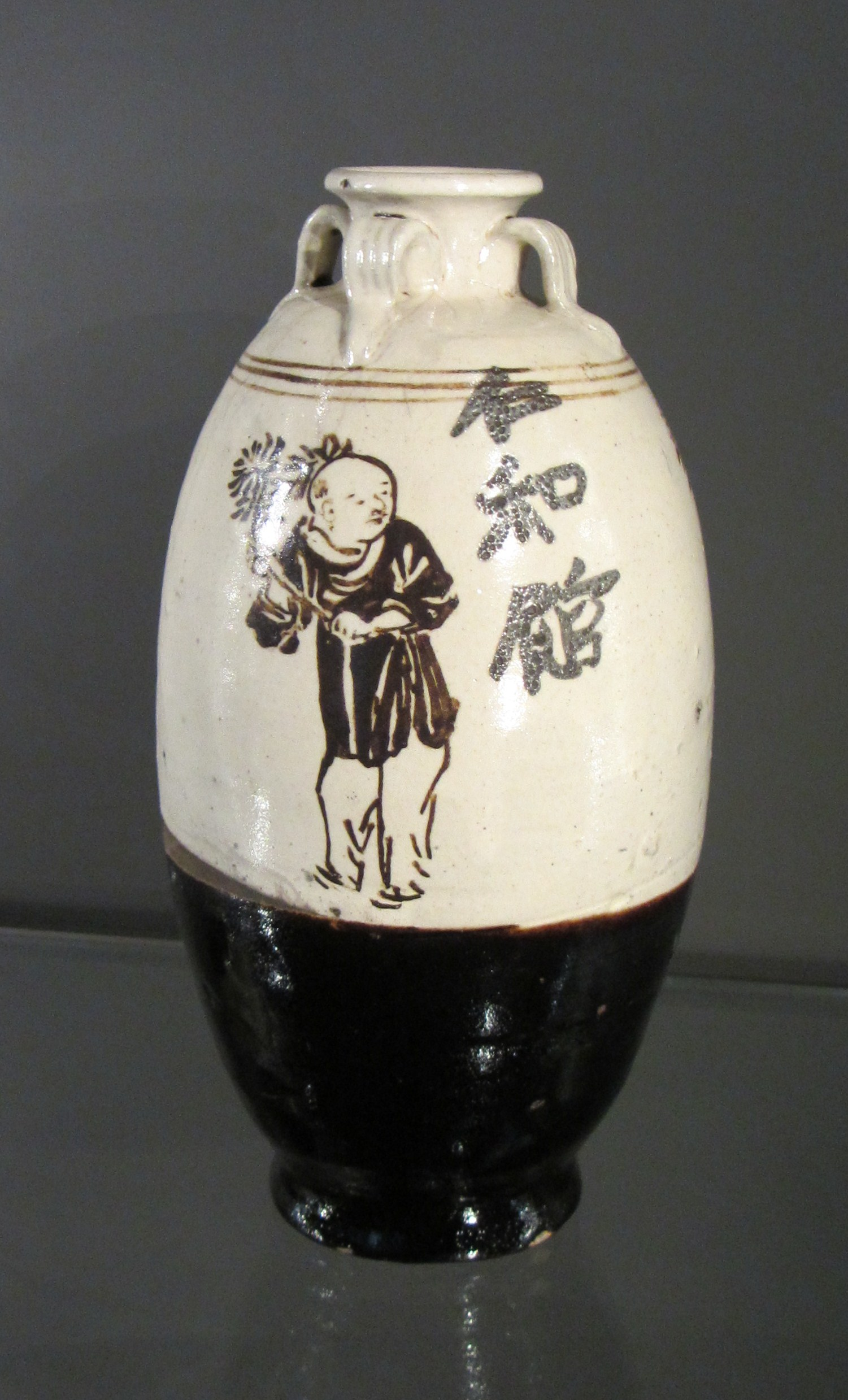
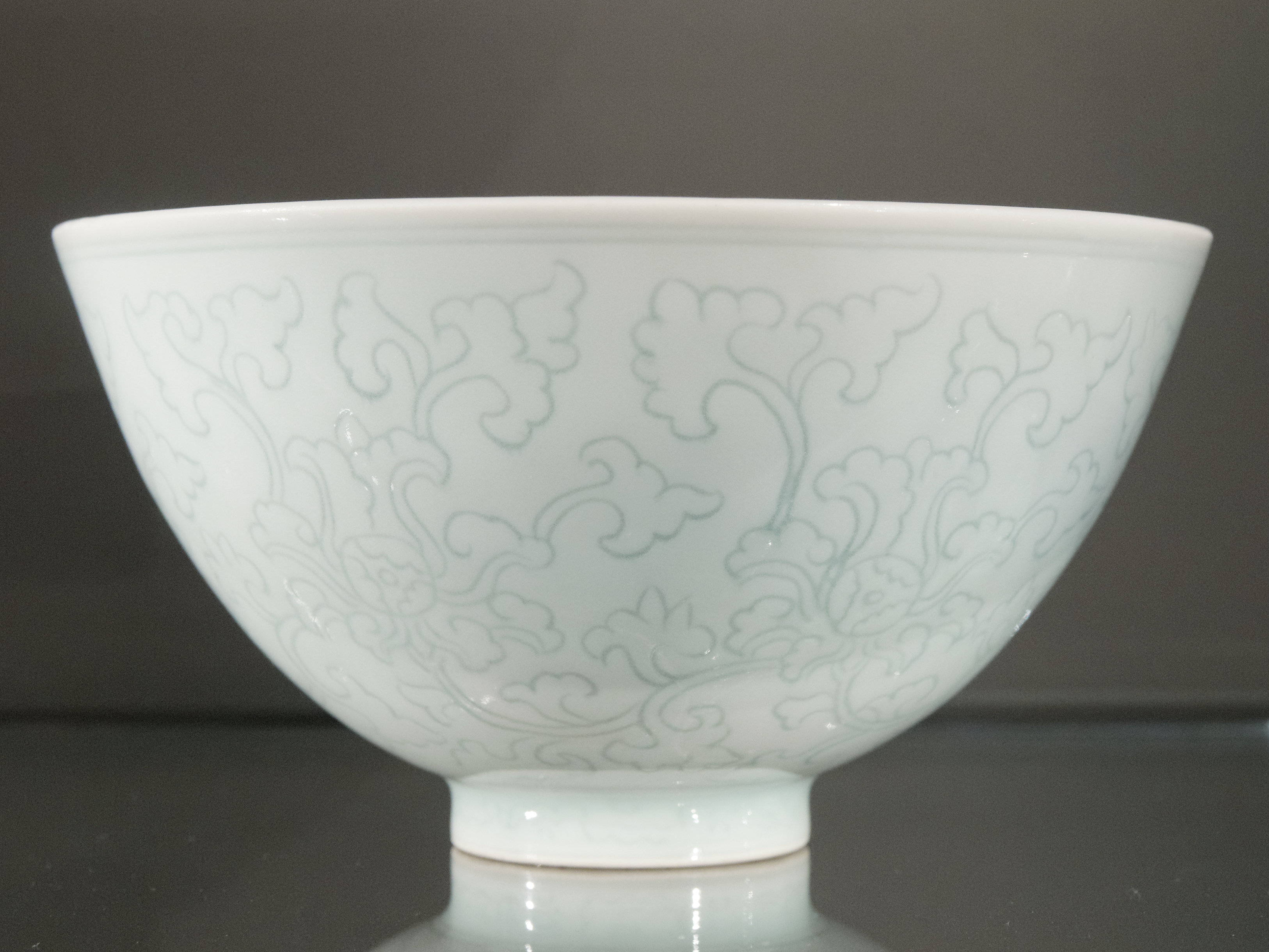
کاسه ای با طرح گل صد تومانی
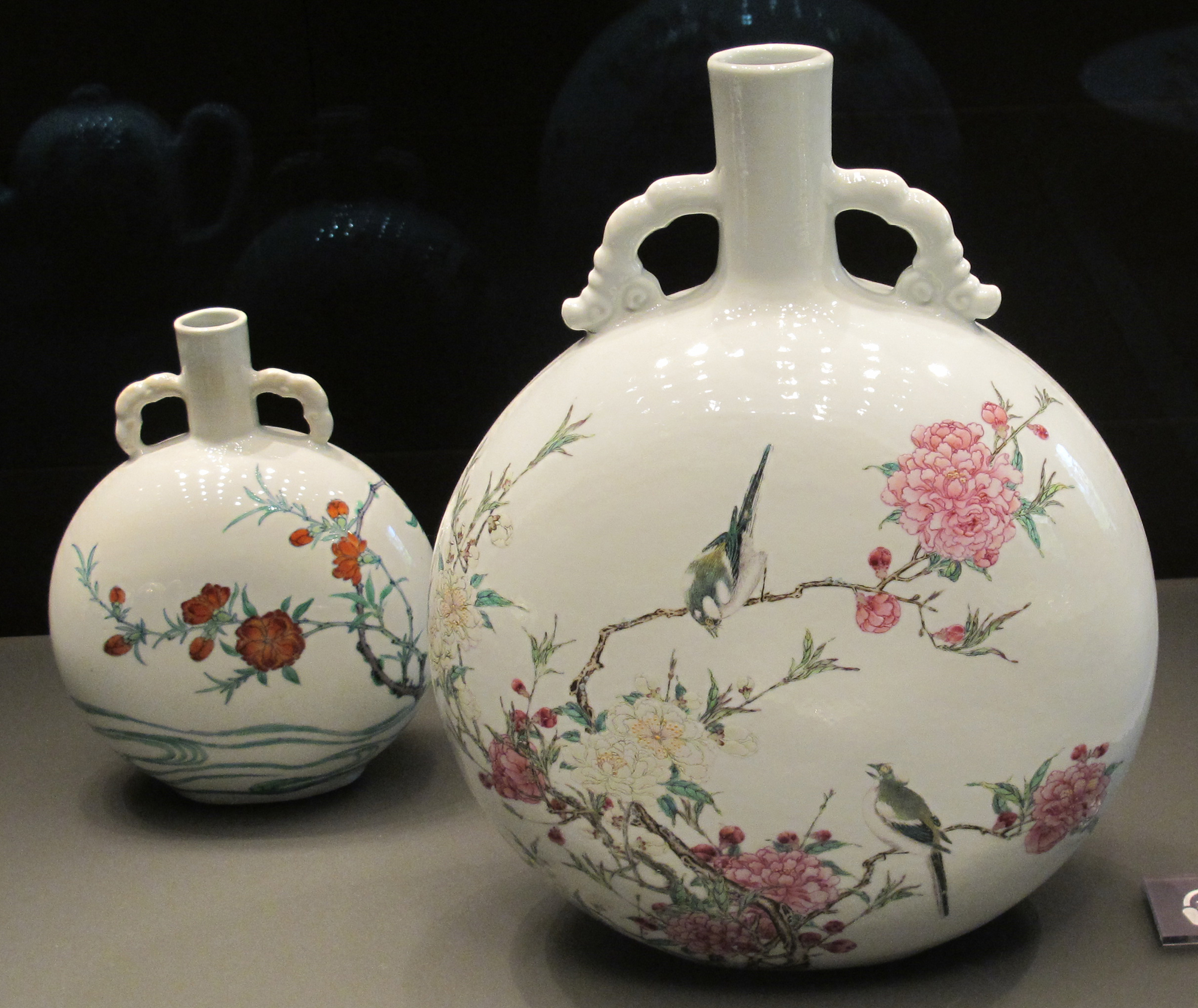
فلاسک یا کوزه ماه با طرح گل رز،دودمان چینگ،موزه بریتانیا
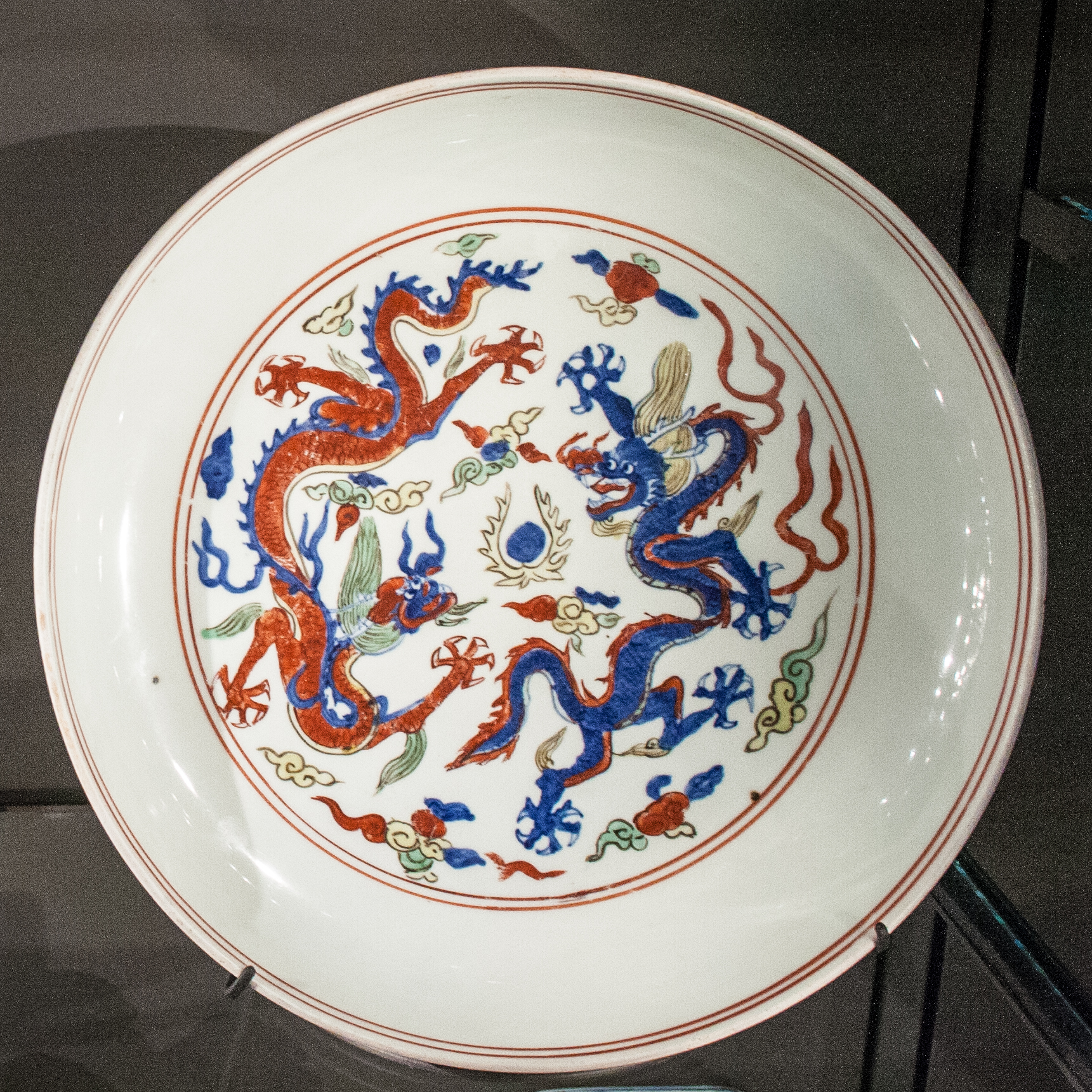
دیس با طرح اژدها
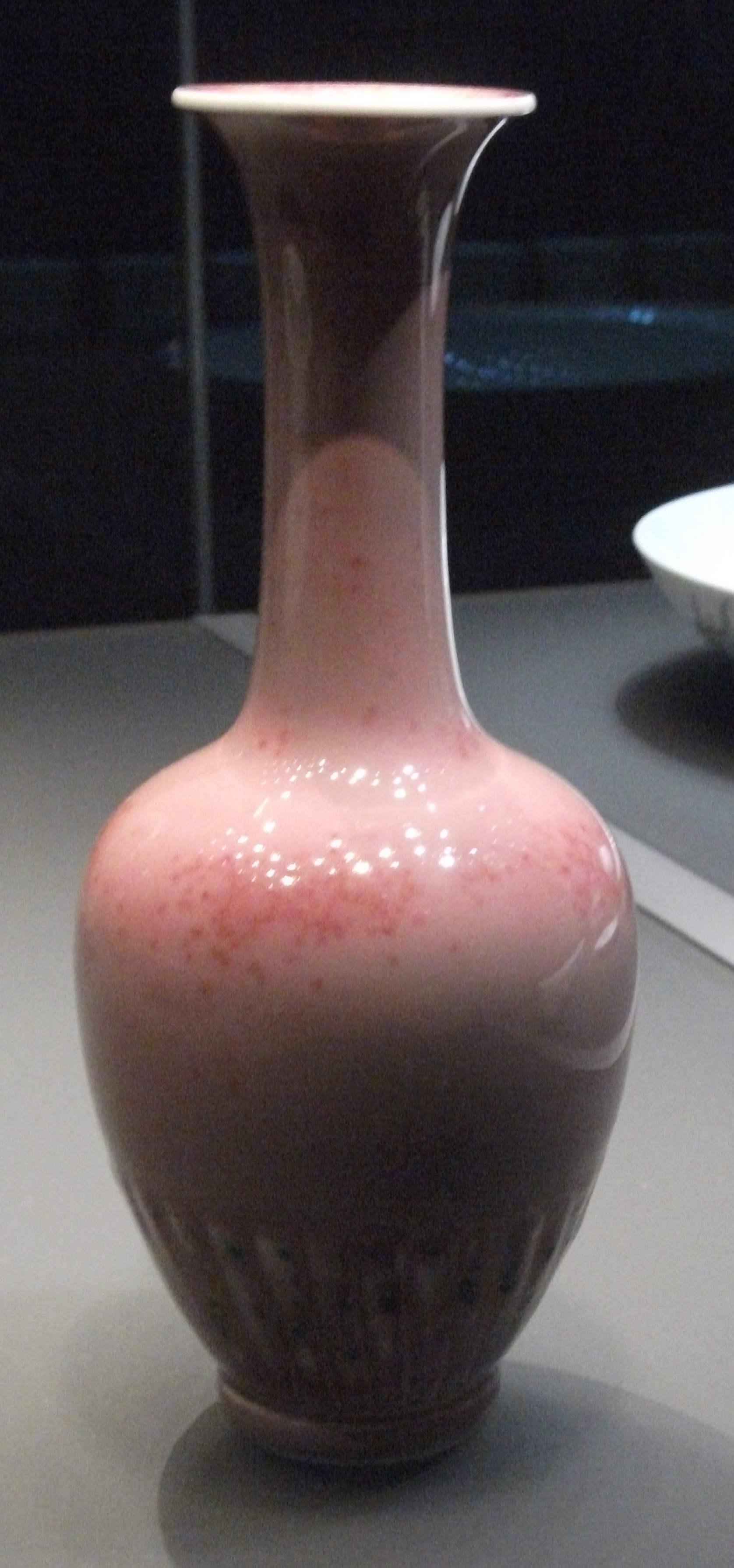
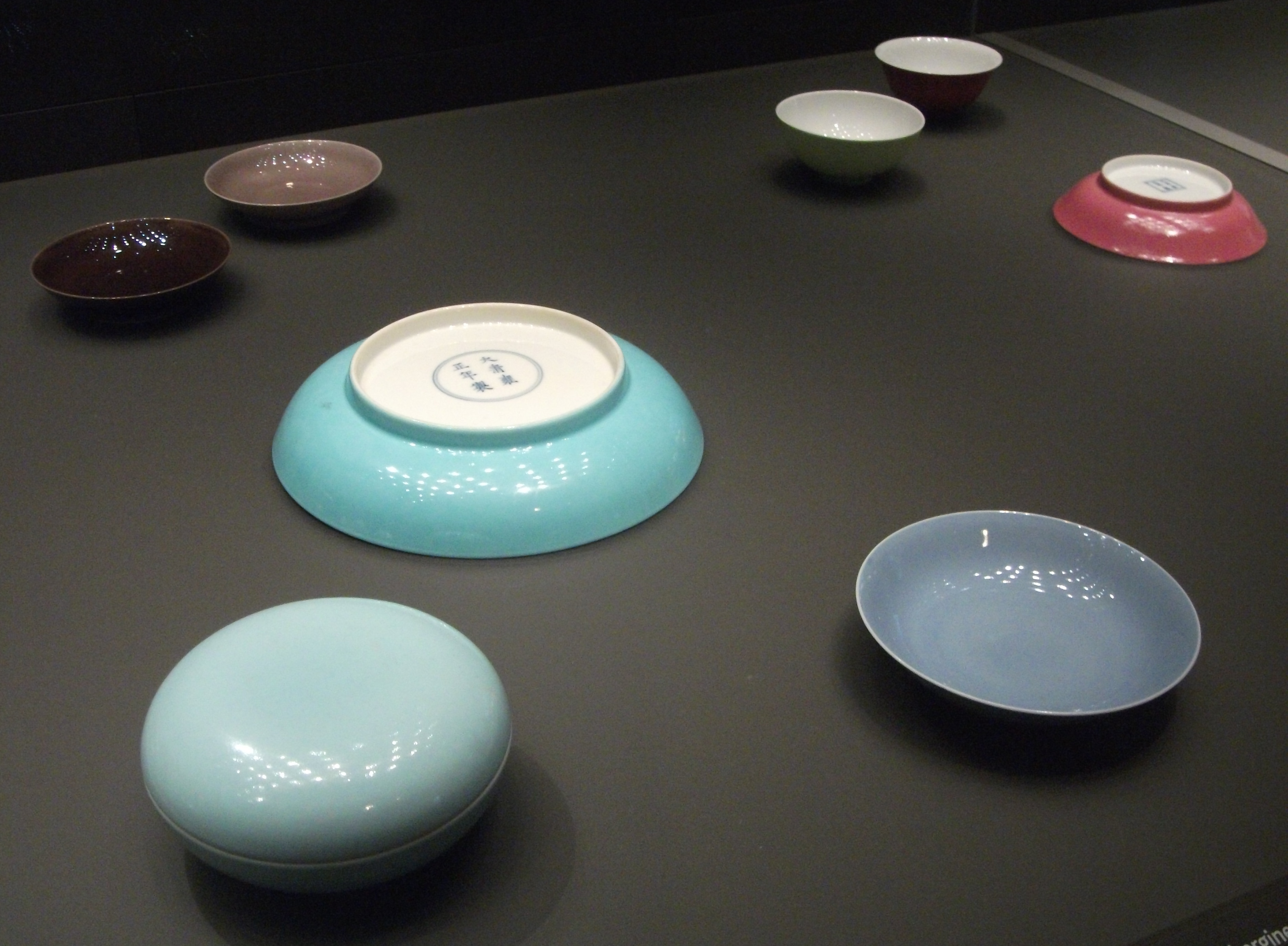
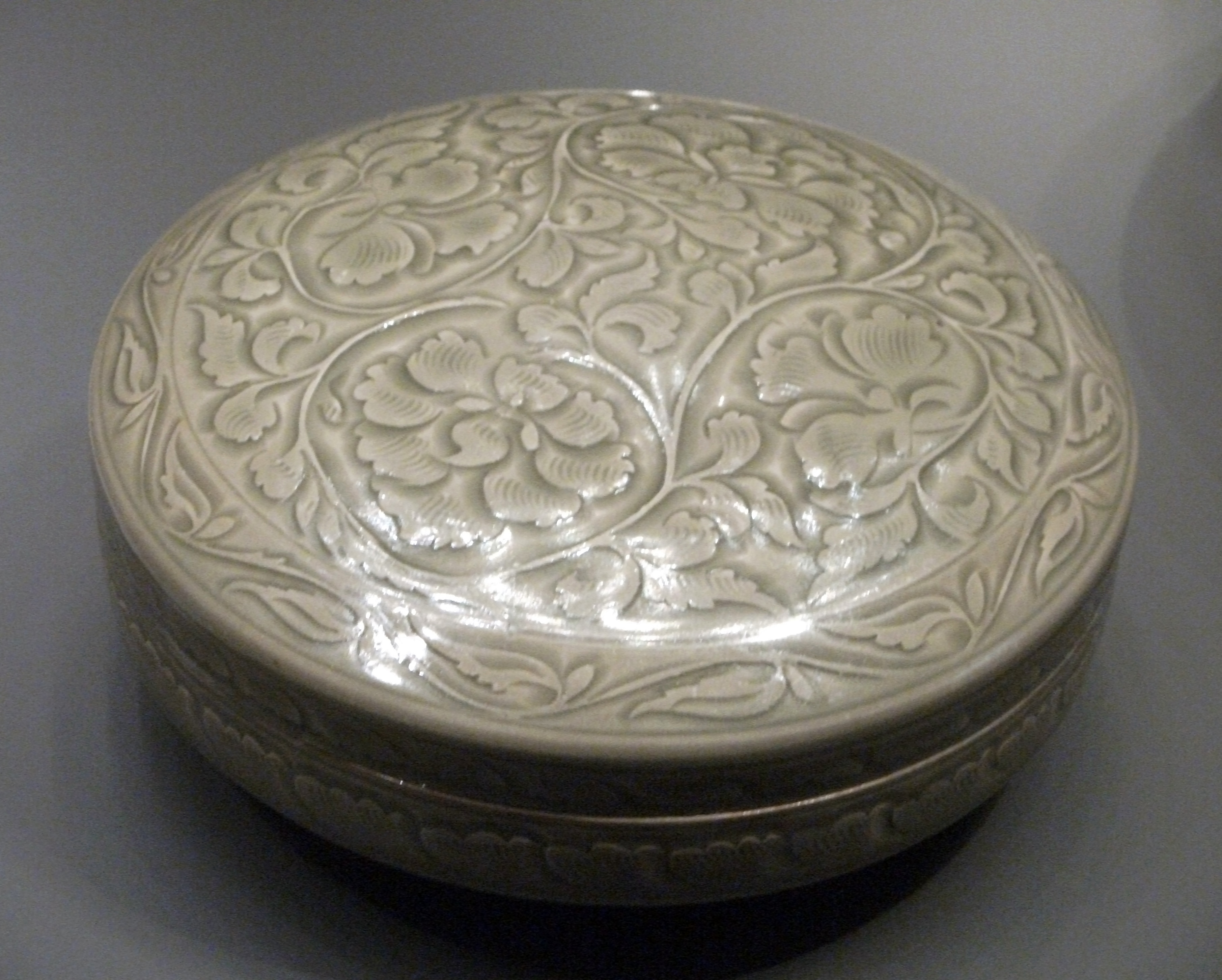
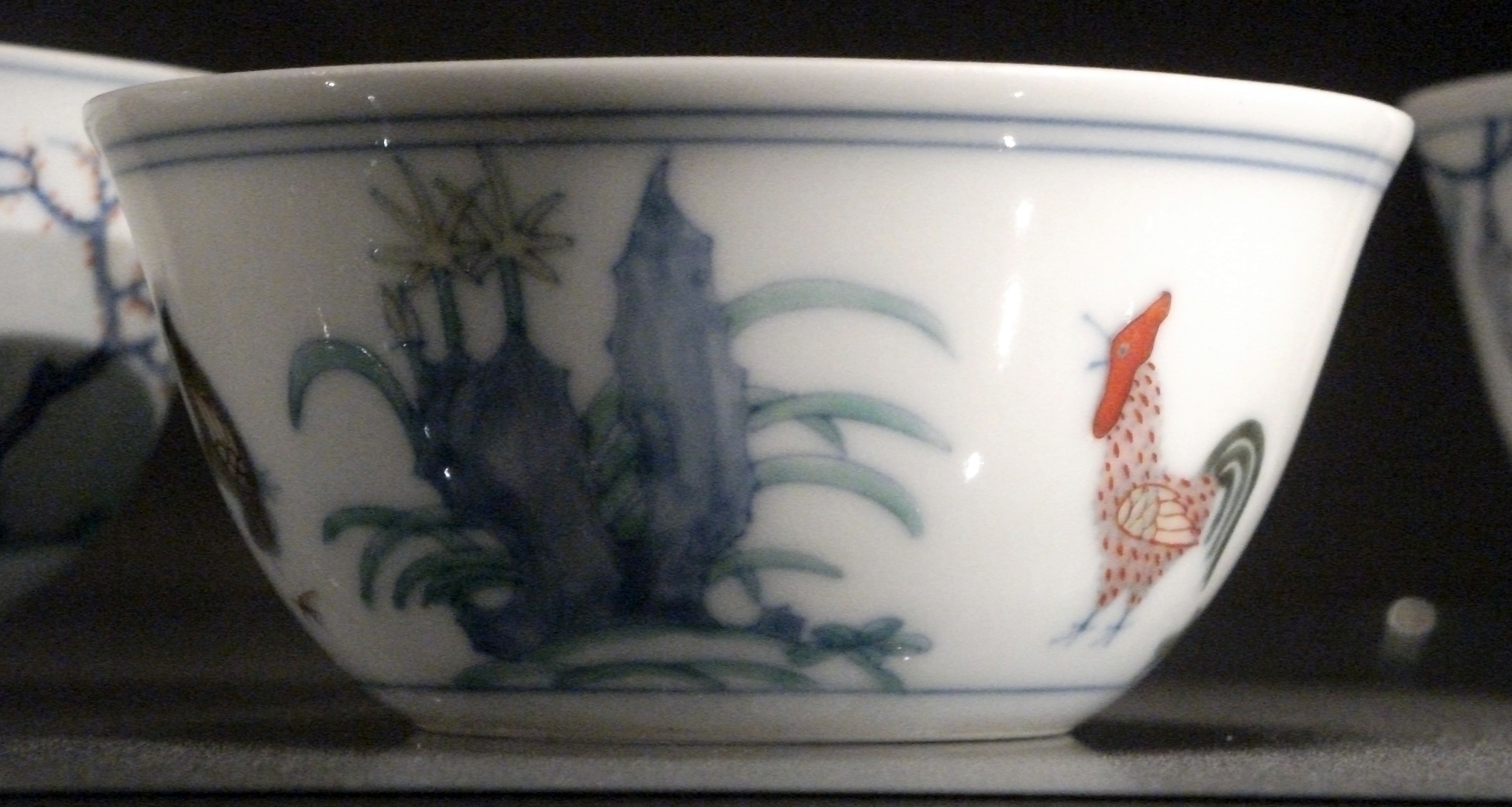
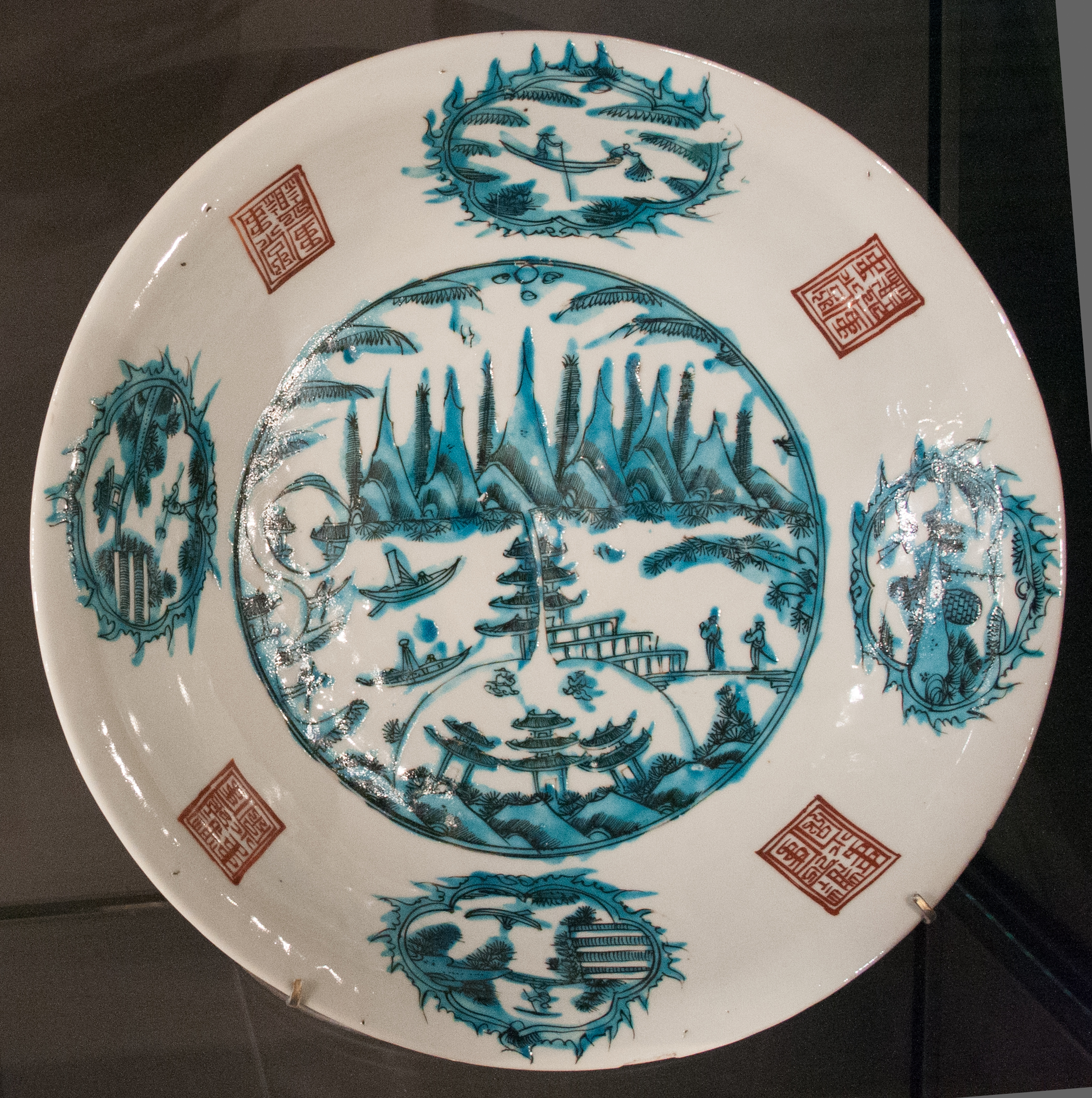
دیس با طرح راهی به جزیره جاودانگان
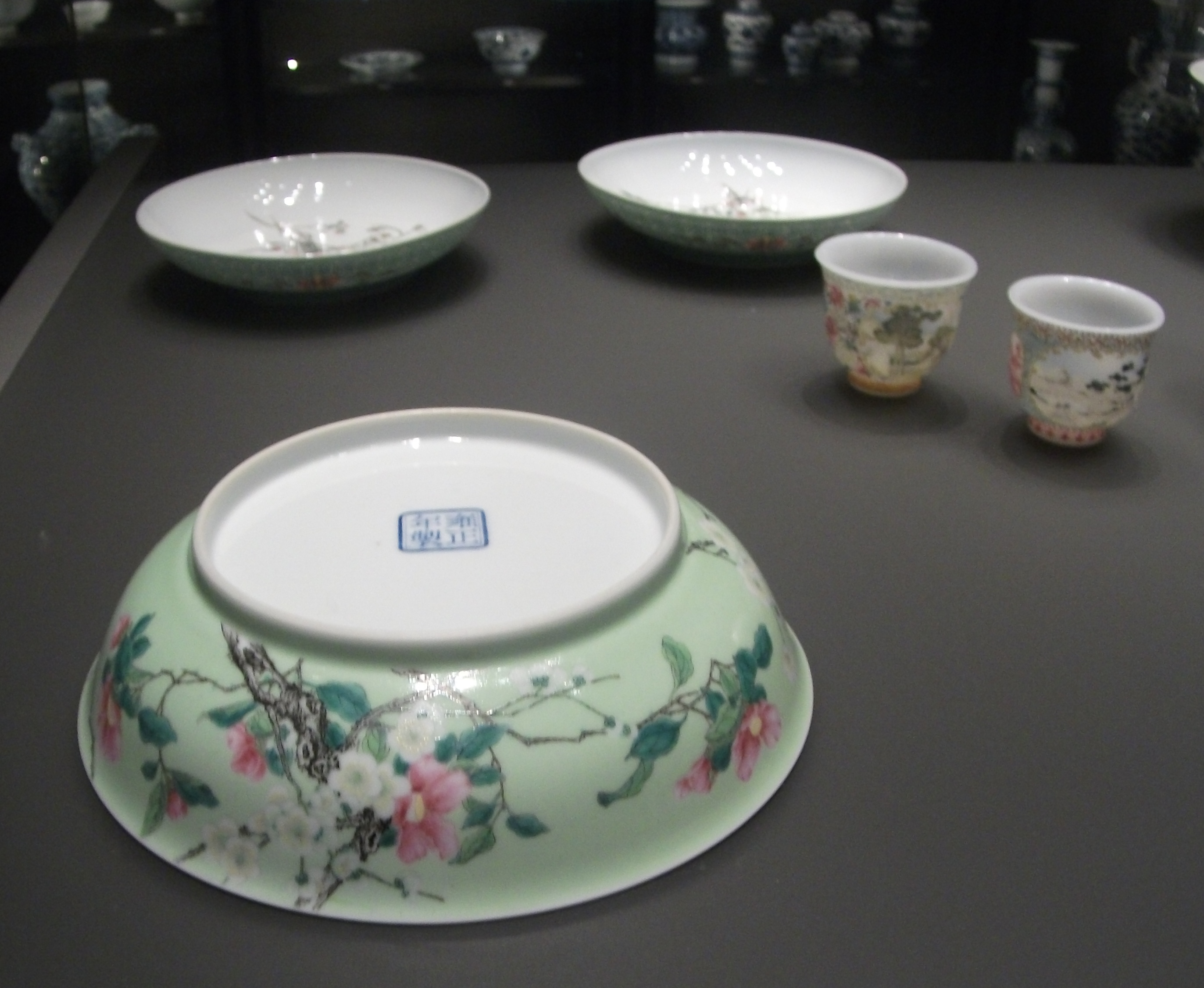
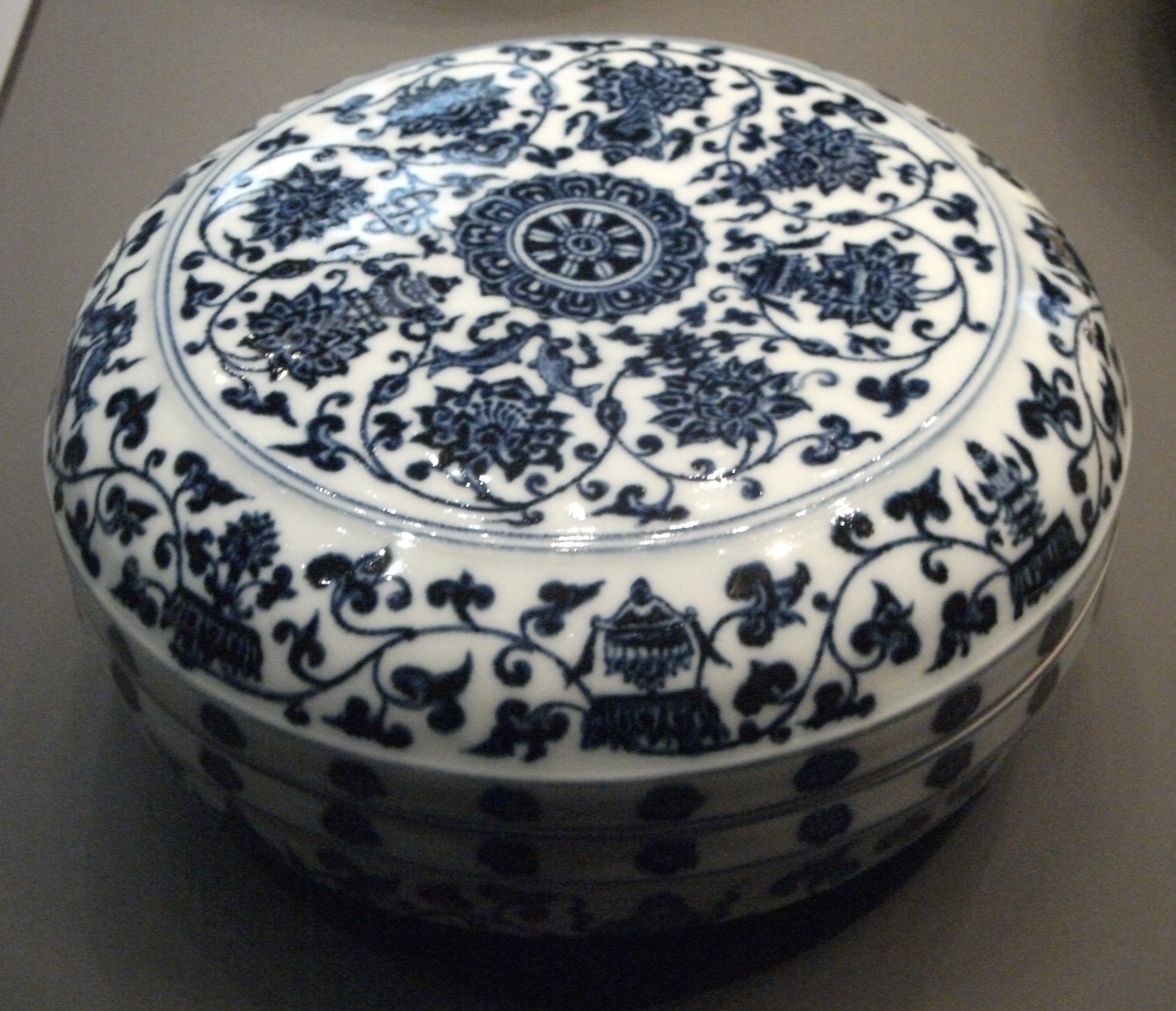
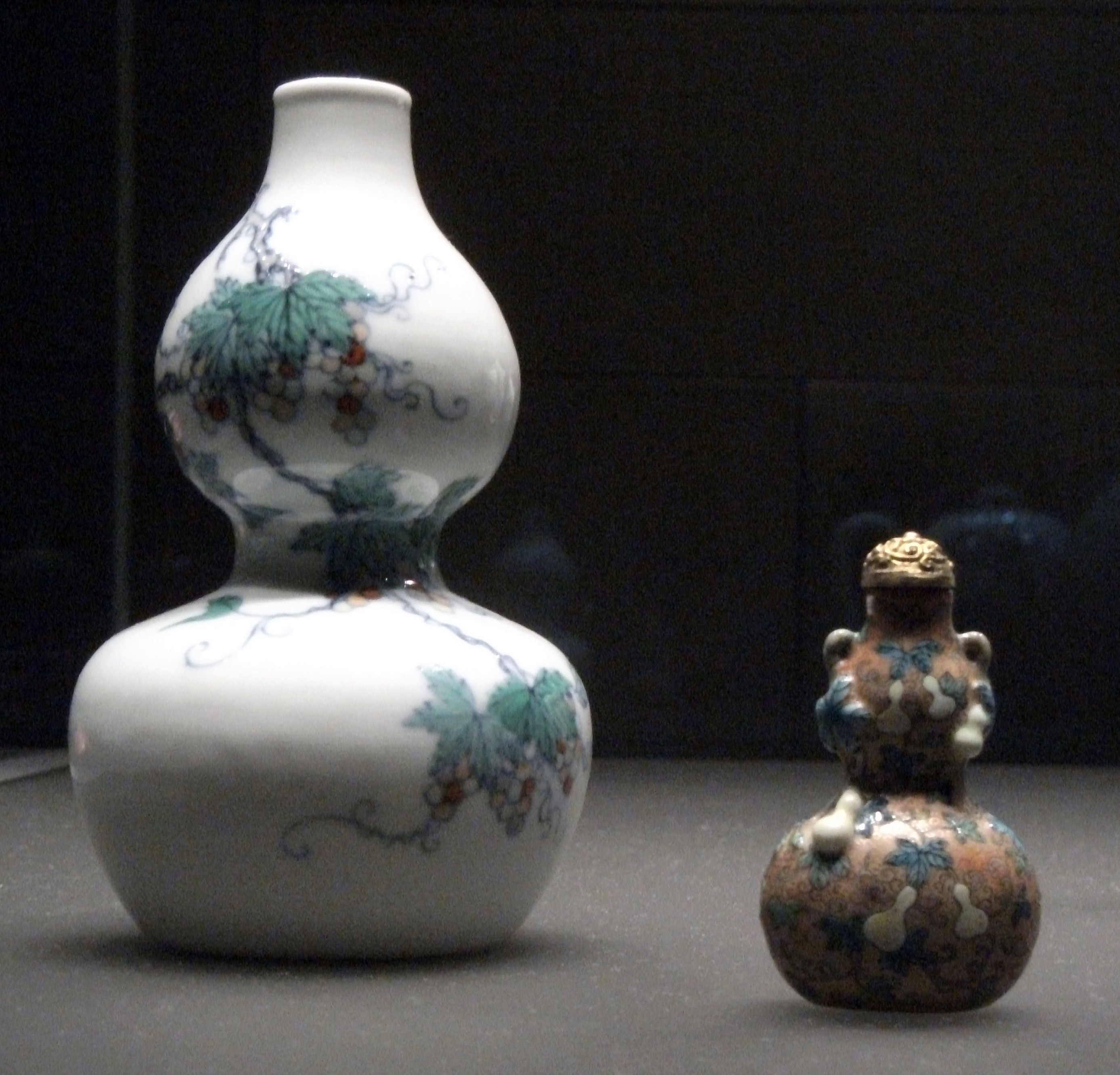
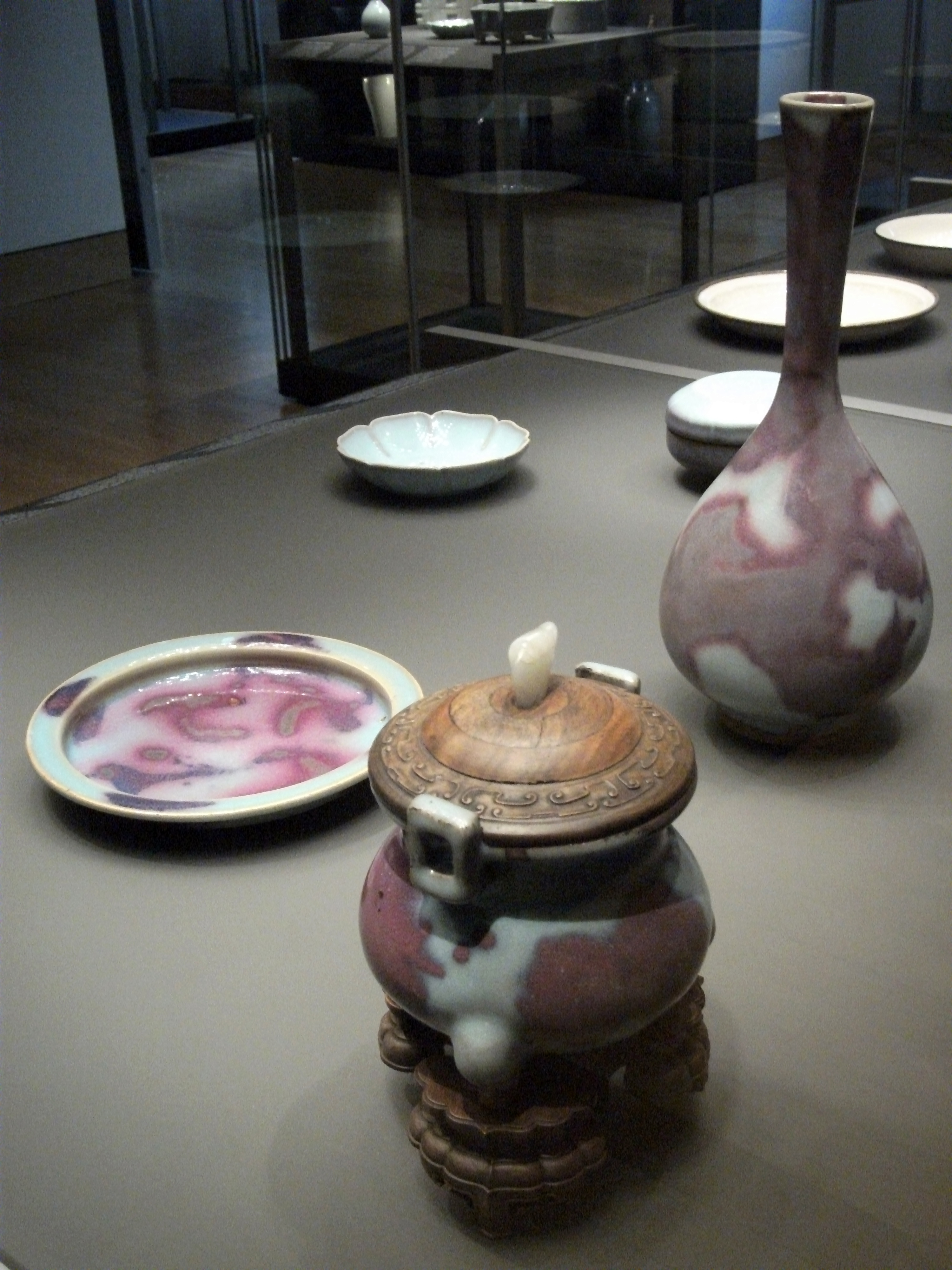
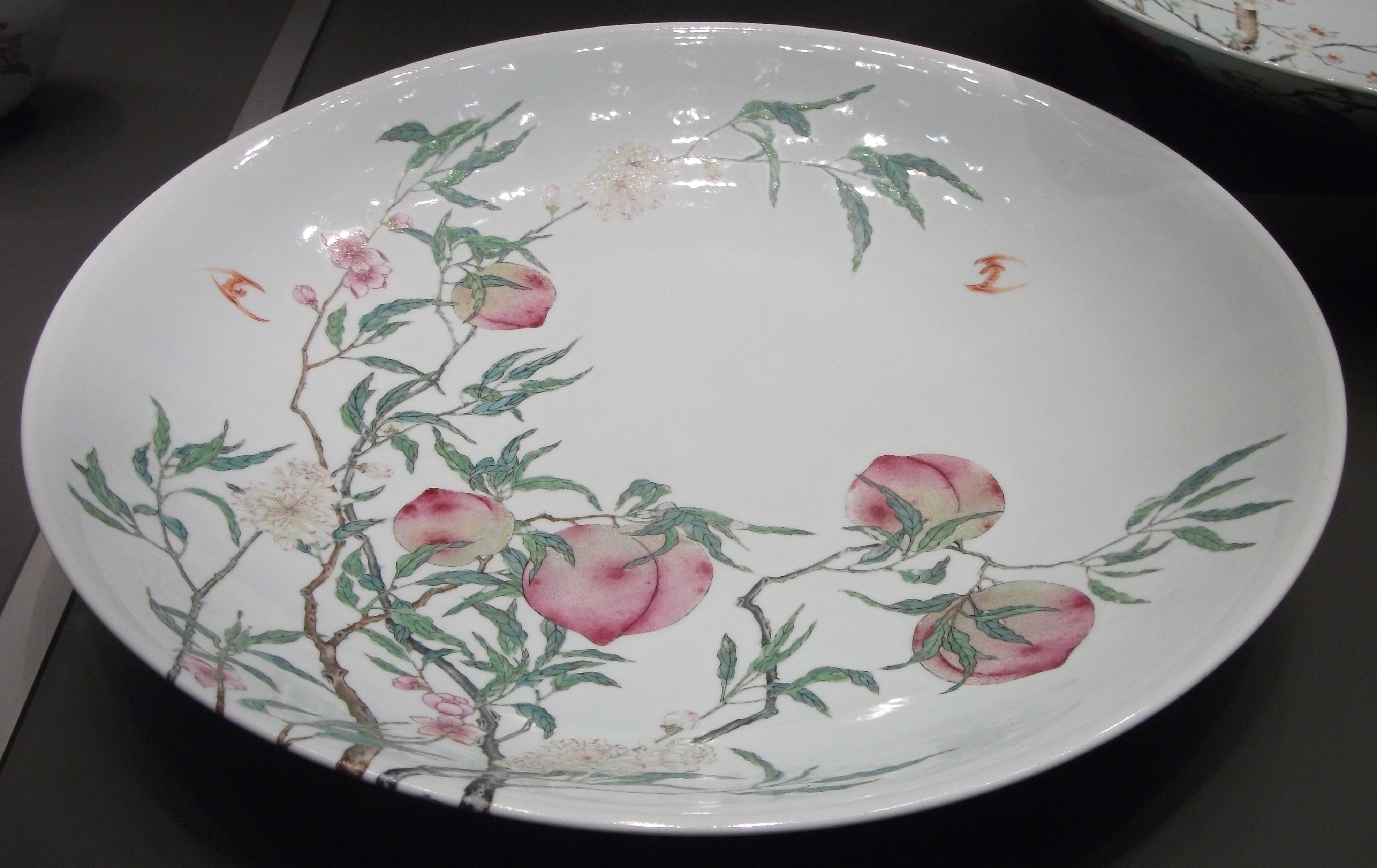
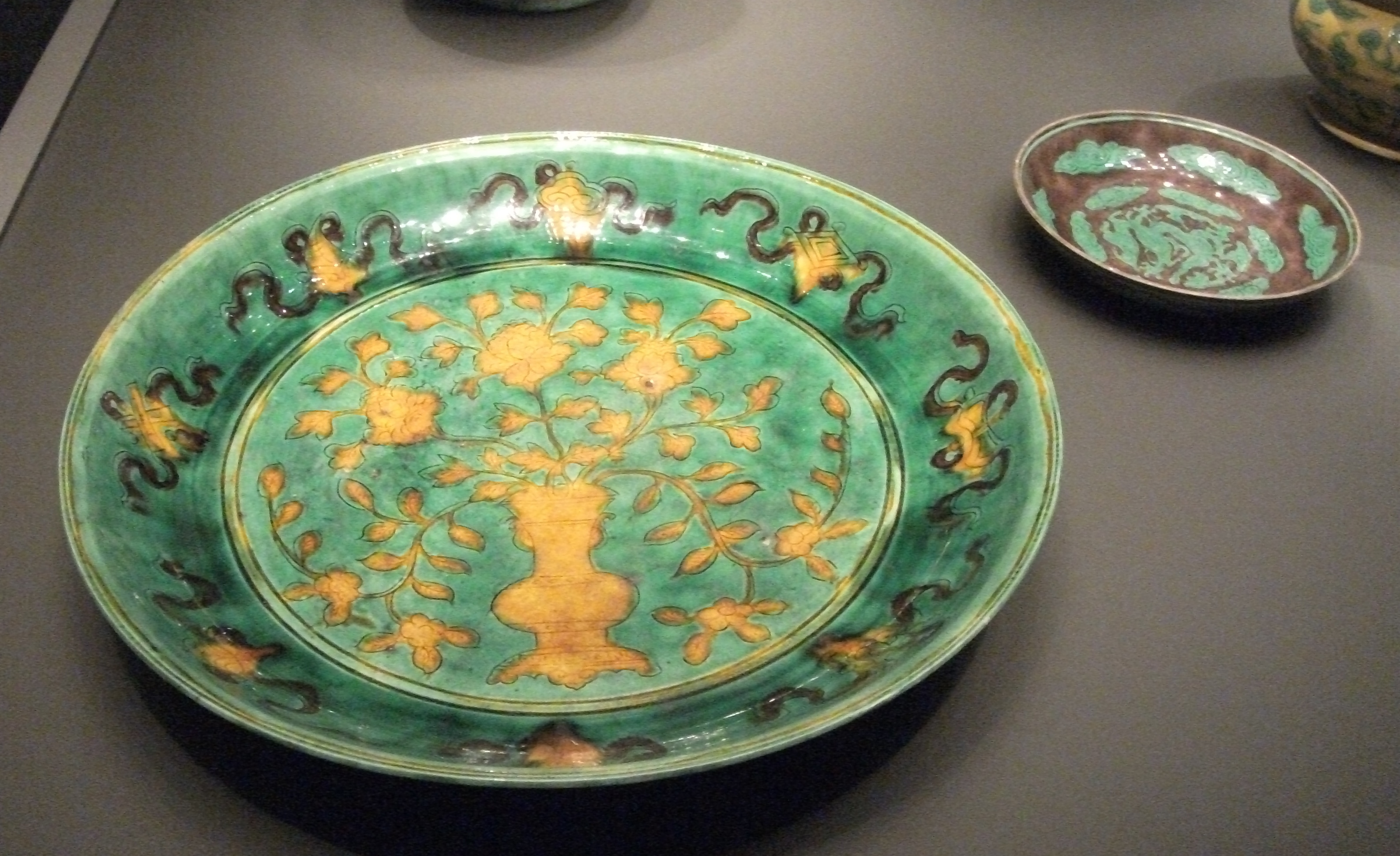
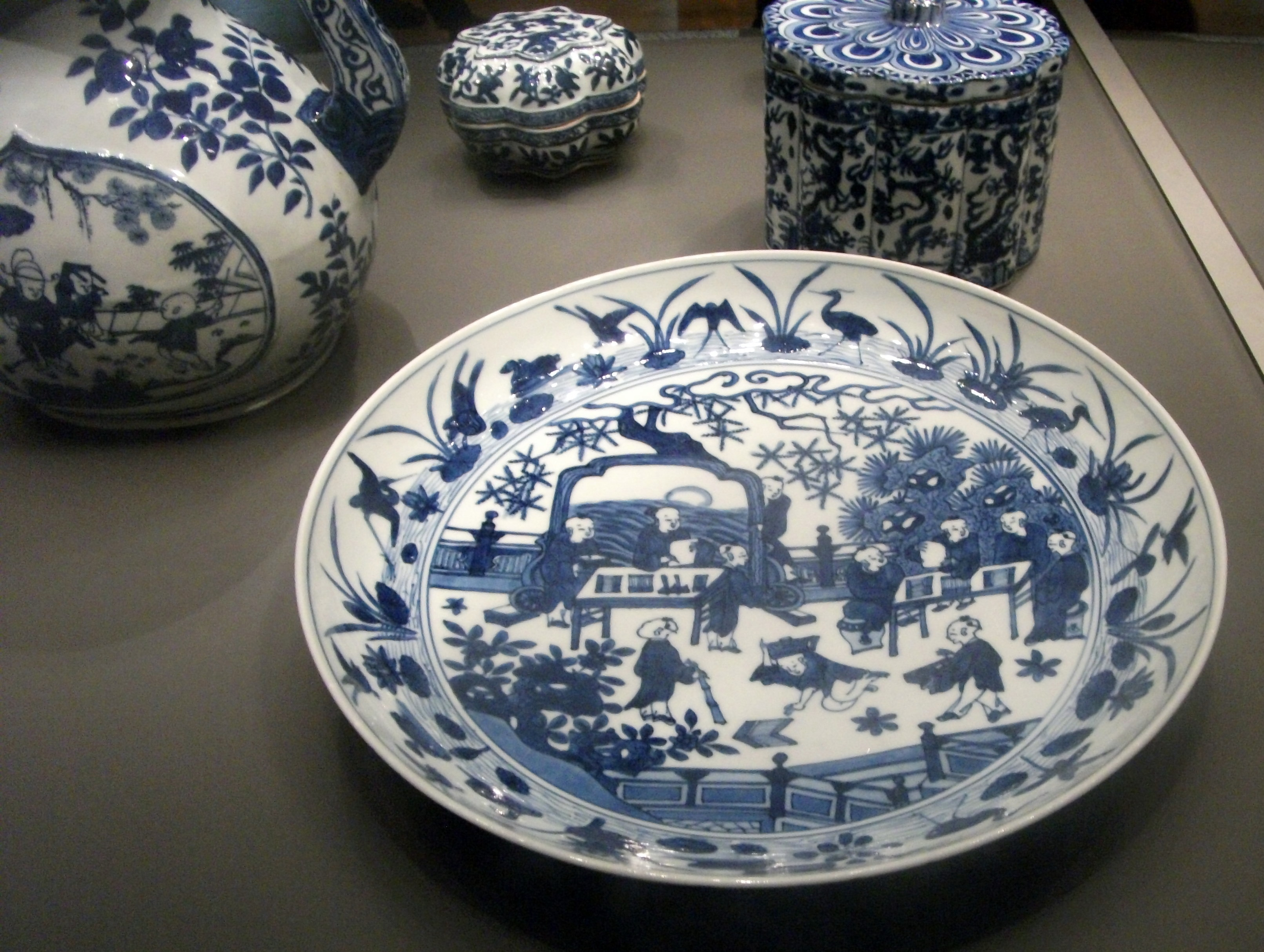